# The Script
The Script (Зе Скріпт) — ірландський поп-рок-гурт із Дубліна. Денні О'Донохью та Марк Шихан були учасниками поп-групи MyTown, що була популярною у 90-х. Після розпаду групи хлопці їдуть у Лос Анжелес та співпрацюють з Universal Records, пишучи пісні та продюсуючи таких артистів як Брітні Спірс, Boyz || Man, TLC. Через рік написання пісень, вони повертаються у рідний Дублін та починають працювати з власним матеріалом. Після приєднання до них барабанщика Глена Пауера 2001 року, формується гурт, що на даний час є одним з найпопулярніших гуртів Ірландії та Великої Британії. Пісні цього гурту відомі по всьому світу. Їхню музику було використано у відеоіграх та популярних телепрограмах, таких як 90210, Ghost Whisperer, The Hills, Waterloo Road, EastEnders Kokowaah  та The Vampire Diaries.

## Учасники
- Денні О'Донохью (Danny O'Donoghue) —лід- вокал, клавіші
- Марк Шихан (Mark Sheehan) — гітара, вокал
- Ґлен Пауер (Glen Power) — ударні, беквокал

## Дискографія
Альбоми
- 2008 — The Script
- 2010 — Science & Faith
- 2012 — #3
- 2014 — No Sound WIthout Silence
- 2017 - Freedom Child
- 2019 - Sunsets & Full Moons

Синґли
- We Cry (The Script)
- The Man Who Can't Be Moved (The Script)
- Breakeven (The Script)
- Before The Worst (The Script)
- For The First Time (Sciense & Faith)
- Nothing (Science & Faith)
- Hall Of Fame (#3)
- Six Degrees Of Separation (#3)
- If You Could See Me Now (#3)
- Superheroes (No Sound Without Silence)
- No Good In Goodbye (No Sound Without Silence)
- Man On A Wire (No Sound Without Silence)
- Dare You To Doubt Me